# Roxby Downs
Roxby Downs è una città dell'Australia Meridionale (Australia); essa si trova 560 chilometri a nord-ovest di Adelaide ed è la sede della Municipalità di Roxby Downs. Al censimento del 2006 contava 4.055 abitanti.